# Nejdecký potok
Der Nejdecký potok (auch Rodišovka, deutsch Rodisbach) ist ein rechter Nebenfluss der Rolava (Rohlau) in Nejdek, Karlsbader Region, Tschechien.

## Lage und Verlauf
Der Bach besitzt zwei etwa gleich lange Quellarme auf etwa 650 m n.m., die beide als Wiesenbach mit geringem Gefälle nach Osten abfließen. Der nördliche Quellarm entspringt in einer Bodensenke auf der sogenannten Heierfriedlwiese südlich der Straße, die Nejdek mit Kraslice verbindet. Auf historischen Karten, wie dem Franziszeischen Kataster, oder in einer heimatkundlichen Beschreibung des Rodisbaches ist dieses Teilstück der Hauptquellarm. Der südlicher gelegene Quellarm, der im Franziszeischen Kataster als Pferdbach bezeichnet wird, entspringt im Šindelový les (Schindelwald). Er ist nach den heutigen, amtlichen Karten Hauptquellarm des Nejdecký potok / Rodišovka.
Nach etwa 1,5 km, dort wo früher das Gasthaus „Tiefe Lohe“ stand, vereinigen sich beide. Kurz danach wird der Nejdecký potok durch den Stausee Lesík aufgestaut. Anschließend fließt er noch durch die ehemalige „Wasserstadt“ des Neudeker Ortsteil Bernov (Bernau), wird in Nejdek nochmals durch den Bernovský rybník gestaut und mündet schließlich, das letzte Stück verrohrt, in die Rolava.

## Besonderheiten
Im Bereich des Rodisbaches gab es früher bei Bernau Seifenbergbau auf Zinn.